# Vesterålens prosteri

Prosterier i Sør-Hålogalands stift. Det lila området på kartan är Vesterålens prosteri.

Vesterålens prosteri (norska: Vesterålen prosti) är ett kontrakt (prosteri, norska: prosti) i Sør-Hålogalands stift inom Norska kyrkan. Kontraktet omfattar kommunerna Andøy, Bø, Hadsel, Lødingen, Sortland och Øksnes i Nordland fylke i norra Norge.
Namnet kommer från ögruppen och landskapet Vesterålen, som med undantag för Lødingens kommun omfattar större delen av kontraktets område.

## Socknar
Vesterålens prosteri består av sex socknar (norska: sokn eller sogn) inom sex kyrkliga samfälligheter (norska: kirkelige fellesråd), motsvarande kommunerna:

### Andøy kyrkliga samfällighet
- Andøy socken

### Bø og Malnes kyrkliga samfällighet
- Bø og Malnes socken

### Hadsels kyrkliga samfällighet
- Hadsels socken

### Lødingens kyrkliga samfällighet
- Lødingens socken

### Sortlands kyrkliga samfällighet
- Sortlands socken

### Øksnes kyrkliga samfällighet
- Øksnes socken